# Holwaya
Holwaya Sacc. (lipnik) – rodzaj grzybów z klasy Leotiomycetes. 

## Systematyka i nazewnictwo
Pozycja w klasyfikacji według Index Fungorum: Incertae sedis, Incertae sedis, Leotiomycetidae, Leotiomycetes, Pezizomycotina, Ascomycota, Fungi.
Synonim nazwy naukowej: Crinula Sacc., Ditiola Schulzer, Jugglerandia Lloyd.
Nazwę polską podał M. Wilga i in. w 2000 roku. 

## Gatunkiwystępujące w Polsce
- Holwaya mucida (Schulzer) Korf & Abawi 1971 – lipnik lepki

Nazwy naukowe na podstawie Index Fungorum. Wykaz gatunków według M.A. Chmiel.